# Southern Cross Aviation SC-1
Die SC-1 war ein Sportflugzeug des australischen Herstellers Southern Cross Aviation.

## Geschichte und Konstruktion
Während der späten 1950er und frühen 1960er Jahren versuchten mehrere australische Unternehmen eine Produktion für Leichtflugzeuge zu starten. Eines dieser Unternehmen war Southern Cross Aviation. Man begann 1959 mit dem Bau des Prototyps der SC-1. 1961 erfolgten die ersten Rollversuche. Der inoffizielle Erstflug erfolgte am 1. März 1961, der offizielle am Tag danach. Insgesamt 25 Stunden Flugerprobung wurden durchgeführt. Auf Grund der wirtschaftlichen Rezession in den frühen 1960er Jahren und der starken Konkurrenz durch Cessna und Piper, traf man die Entscheidung die Entwicklung abzubrechen, da nicht zu erwarten war eine ausreichende Anzahl von Flugzeugen verkaufen und zu einem ausreichend niedrigen Preis anbieten zu können.
Die SC-1 war ein viersitziges Flugzeug mit nach hinten öffnender Cockpithaube, einem Ganzmetallrumpf und -tragflächen. Lediglich die Motorhaube und die Tragflächenenden waren aus GFK. Ausgelegt als Tiefdecker, verfügte sie über ein einziehbares Bugradfahrwerk und wurde von einem 180 PS starken Lycoming O-360-AIA-Vierzylinder-Motor angetrieben. Das Flugzeug war für Kunstflug zugelassen.

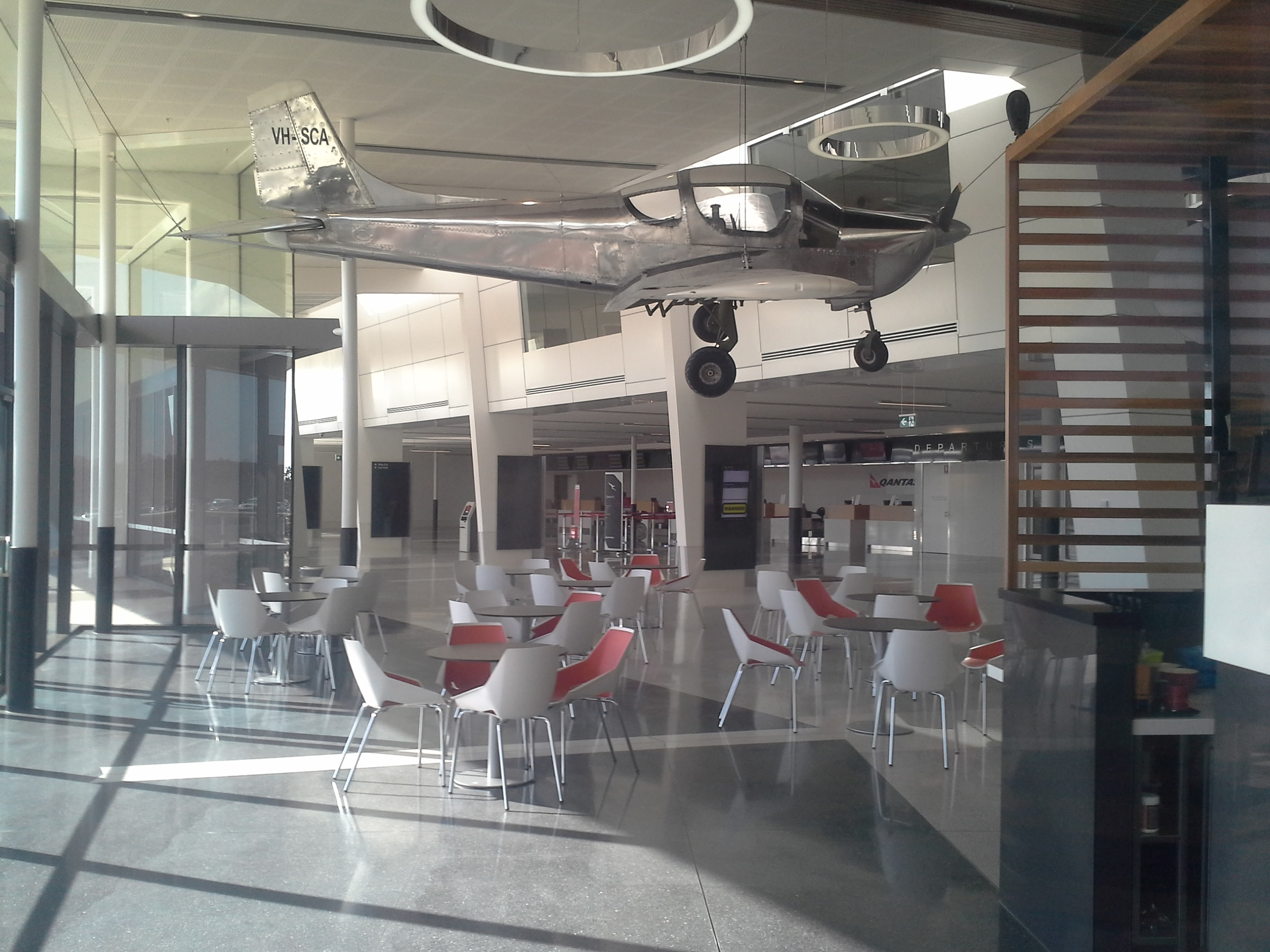
Southern Cross Aviation SC-1 im Terminal des Brisbane West Wellcamp Airport, Queensland

## Technische Daten
| Kenngröße             | Daten                                                         |
| --------------------- | ------------------------------------------------------------- |
| Besatzung             | 1                                                             |
| Passagiere            | 3                                                             |
| Länge                 | 6,89 m                                                        |
| Spannweite            | 11,28 m                                                       |
| Höhe                  | 2,24 m                                                        |
| Flügelfläche          | 15,9 m²                                                       |
| Leermasse             | 658 kg                                                        |
| max. Startmasse       | 1145 kg                                                       |
| Reisegeschwindigkeit  | 241 km/h                                                      |
| Höchstgeschwindigkeit | 286 km/h                                                      |
| Dienstgipfelhöhe      | 5700 m                                                        |
| Reichweite            | 1191 km                                                       |
| Triebwerke            | 1 × Vierzylinder-Motor Lycoming O-360-AIA mit 180 PS (132 kW) |